# Euphorbia abdulghafooriana
Euphorbia abdulghafooriana es una especie fanerógama perteneciente a la familia de las euforbiáceas. Es endémica de Arabia Saudita.

## Taxonomía
Euphorbia abdulghafooriana fue descrita por Sultanul Abedin y publicado en Pakistan Journal of Botany 37: 31. 2005.
Etimología
Ver: Euphorbia Etimología
abdulghafooriana: epíteto otorgado en honor del botánico pakistaní Abdul Ghafoor (1938- ) quien trabaja y publica sobre la flora de Arabia Saudita y Pakistán